# Linyphiidae
Linyphiidae é uma família de aranhas araneomorfas, conhecidas por linifídeos, parte da superfamília dos araneoideos (Araneoidea), a qual integram em conjunto com mais 13 famílias entre as quais se destacam, pelo seu número de espécies as Araneidae, Theridiidae e Tetragnathidae.

## Sistemática
A família Linyphiidae é em geral dividida em 6 subfamílias:
- Dubiaraneinae Millidge, 1993, com 13 géneros
- Erigoninae Emerton, 1882, com 393 géneros
- Linyphiinae Blackwall, 1859, com 69 géneros
- Micronetinae Hull, 1920, com 89 géneros
- Mynogleninae Lehtinen, 1967, com 19 géneros
- Stemonyphantinae Wunderlich, 1986 com 1 género.

O cladograma correspondente é o seguinte:
```
|-----------Pimoinae (Dubiarareneinae (?))
|
|                        |--Linyphiini
|        |--Linyphiinae--|
|     |--|               |--Micronetini (?)
|     |  |
|  |--|  |--Erigoninae
|  |  |
|--|  |-----Mynogleninae
   | 
   |--------Stemonyphantinae
```